# 栞寧のシオリ

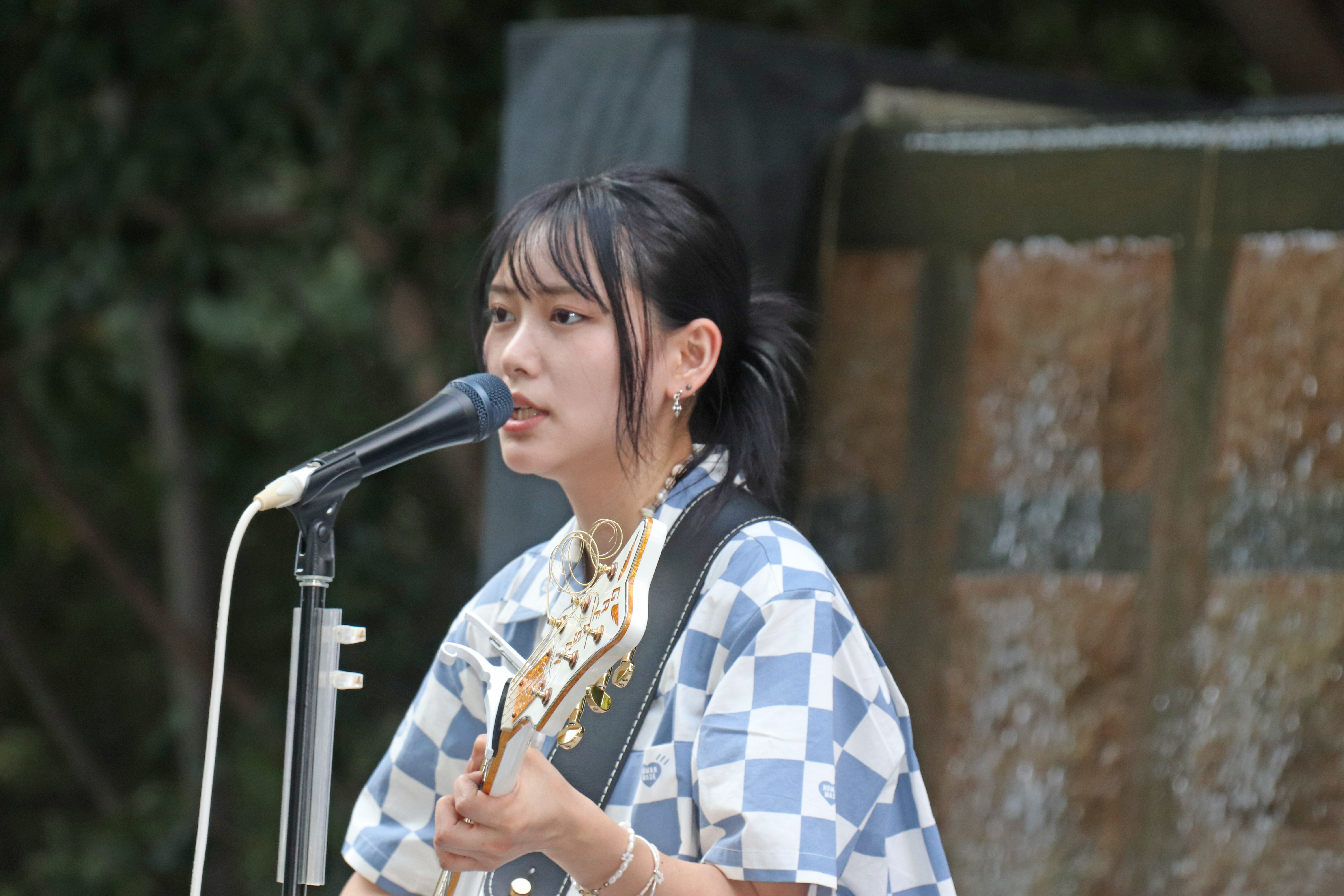
パーソナリティの栞寧

『栞寧のシオリ』は、2019年10月2日から2020年3月25日に毎週水曜日の21時30分からエフエム北海道で放送されていた、ラジオ番組。

## 概要
シンガーソングライターの栞寧がパーソナリティーを務めた。コロナ禍と重なりライブが集うができなかったこともあり、番組では弾き語りのコーナーも設置。また、番組でテーマを決め、テーマに沿って作曲をするコーナーも作られた。番組を通じて『桜風』の楽曲がつくられており（当時の曲名は『SAKURA』）、番組終了後2021年4月に栞寧のサードデジタルシングルとして発売された。また、同楽曲は2022年にテレビ番組『スッキリ』エンディング・テーマとして採用された。